# Єжове (гміна)
Гміна Єжове (пол. Gmina Jeżowe) — сільська гміна у східній Польщі. Належить до Ніжанського повіту Підкарпатського воєводства.
Станом на 31 грудня 2011 у гміні проживало 10118 осіб.

## Територія
Згідно з даними за 2007 рік площа гміни становила 123.77 км², у тому числі:
- орні землі: 65.00%
- ліси: 30.00%

Таким чином, площа гміни становить 15.76% площі повіту.

## Населення
Станом на 31 грудня 2011:
| Опис     | Загалом | Загалом | Чоловіки | Чоловіки | Жінки | Жінки |
| -------- | ------- | ------- | -------- | -------- | ----- | ----- |
| одиниця  | осіб    | %       | осіб     | %        | осіб  | %     |
| все      | 10118   | 100     | 5087     | 50.28    | 5031  | 49.72 |
| міське   | 0       | 100     | 0        |          | 0     |       |
| сільське | 10118   | 100     | 5087     | 50.28    | 5031  | 49.72 |

## Адміністративний поділ

### Солтиства
- Холєвяна Ґура
- Ґроблє
- Ята
- Єжове-Камеральне
- Єжове-Подуже
- Єжове-Заборчини
- Єжове-Заґосьцінєц
- Кшивди
- Нови Нарт
- Поґожалка
- Сібіґі
- Суйкова
- Стари Нарт
- Залєсє

#### Села
Холєвяна Ґура, Ґроблє, Ята, Єжове, Кшивди, Нови Нарт, Поґожалка, Суйкова, Стари Нарт, Залєсє

#### Присілки
Блондкі, Ґенсьова, Камеральне, Ковалє, Околіско, Пікулі, Сібіґі, Валіско, Заборчини, Заґосьцінєц, Заґужани, Заґроди

## Історія
1 серпня 1934 р. було створено об'єднану сільську гміну Єжове в Нисківському повіті Львівського воєводства. До неї увійшли сільські громади: Холєвяна Ґура, Ґроблє, Ята, Єжове, Нови Нарт, Суйкова, Стари Нарт, Залєсє.

## Сусідні гміни
Гміна Єжове межує з такими гмінами: Боянув, Дзіковець, Камень, Нисько, Нова Сажина, Раніжув, Рудник-над-Сяном.